# Antonia Dietrich
Margarethe Antonia Dietrich (* 8. Januar 1900 in Wien, Österreich-Ungarn; † 21. August 1975 in Dresden) war eine deutsche Theaterschauspielerin. Sie blieb zeitlebens dem Dresdner Theater verbunden, was in Kombination mit ihrer schauspielerischen Ausdrucksstärke der Grund für eine abgöttisch zu nennende Verehrung seitens der Dresdner war.

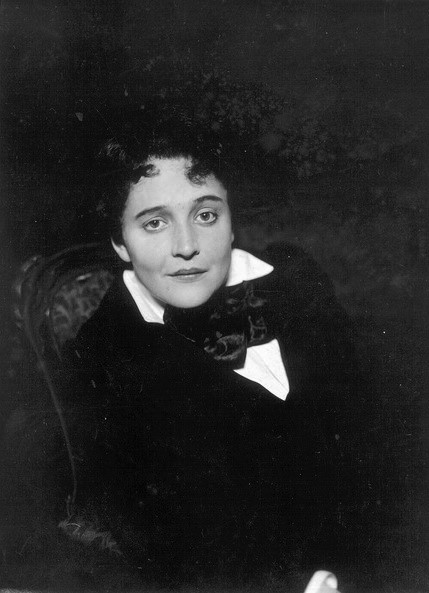
Antonia Dietrich als Gräfin La Valette in Das Frauenopfer von Georg Kiesau, Dresden, 1923

## Leben

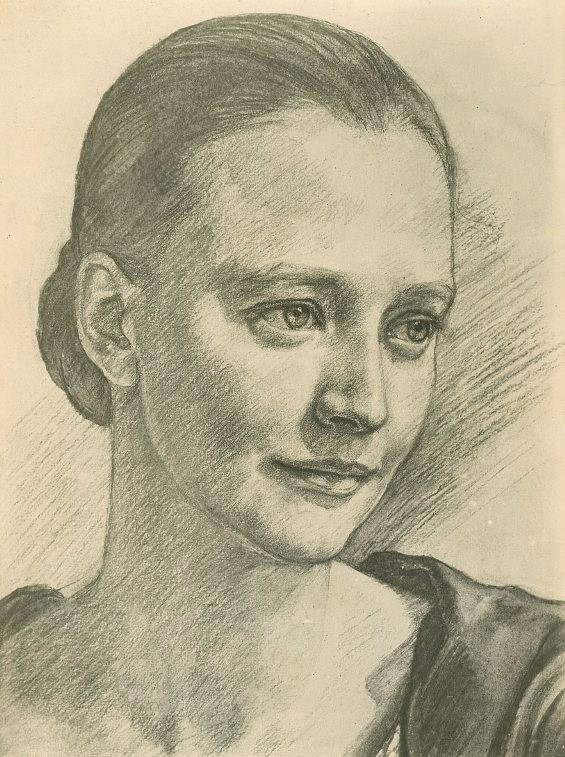
Antonia Dietrich, gezeichnet von Wolfgang Willrich

Margarethe Antonia Dietrich (auch: Antonie Dietrich), Tochter eines Beamten, absolvierte 1917 die Schauspielschule des k.k. Hofburgtheaters. Im Jahr darauf debütierte sie in dem unter Georg H. Hoellering (1872–1924) am 12. Oktober 1918 eröffneten Neuen Komödienhaus (Wien-Alsergrund, Nussdorfer Straße 4). Paul Wiecke (1862–1944) holte sie schließlich „auf Probe“ ans Sächsische Staatstheater und ließ sie am 25. Mai 1919 das Gretchen spielen. Der Erfolg führte zur Festanstellung; sie sollte die Nachfolge für die 1917 ausgeschiedene Gertrud Tressnitz antreten. Im Oktober gab sie ihren offiziellen Einstand als Delfine in Hermann Bahrs Das Konzert. Bis 1921 hatte sie sich schon 30 Rollen angeeignet, darunter Luise (Kabale und Liebe) und Hero (Des Meeres und der Liebe Wellen). Auch für zwei Filme wurde sie gebucht, einer an der Seite ihrer später zu Weltruhm gelangten Namensvetterin Marlene Dietrich.

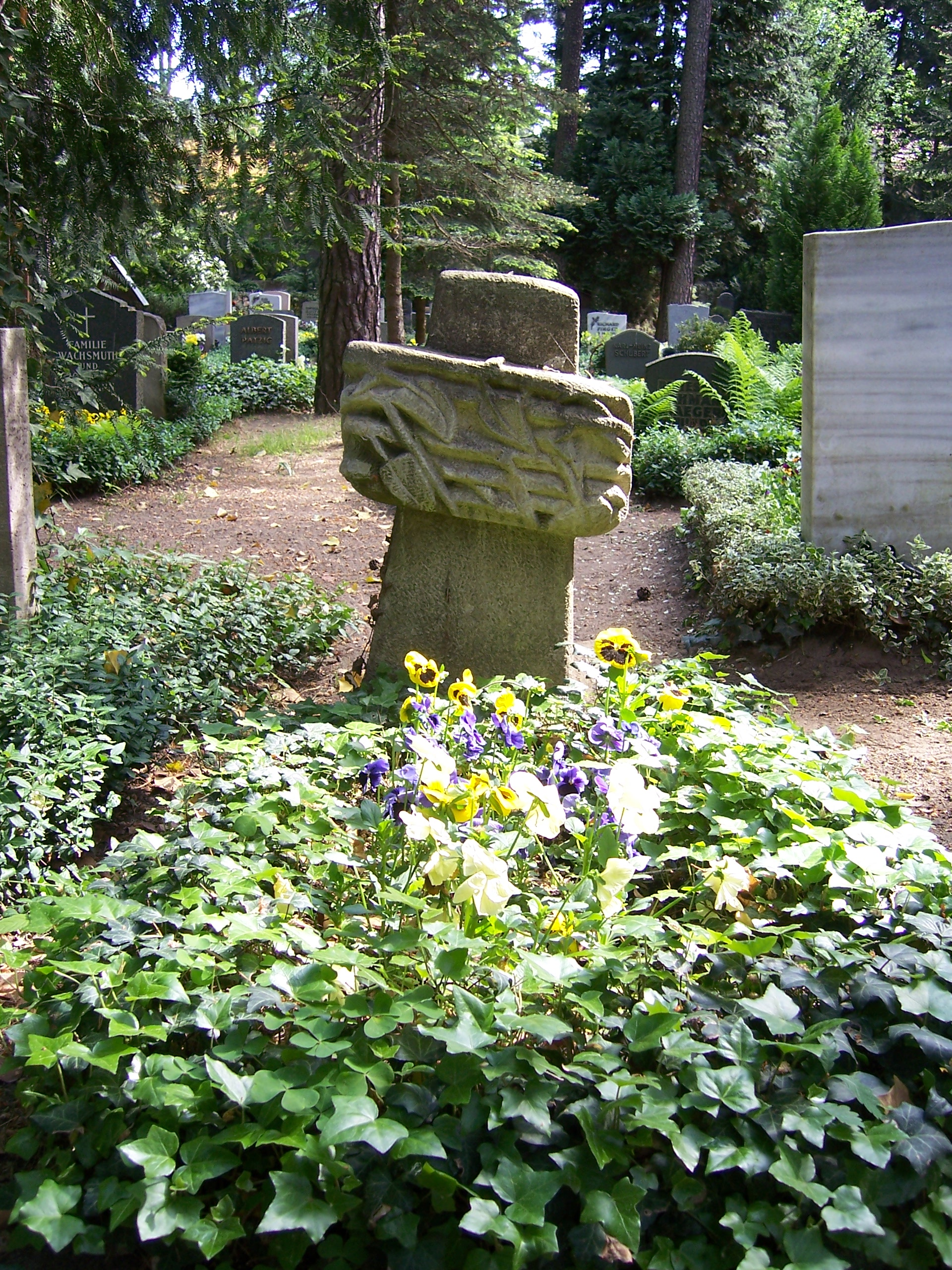
Grab Antonia Dietrichs auf dem Waldfriedhof Weißer Hirsch in Dresden

Im Jahr 1923 verkörperte sie erstmals Maria Stuart. Die Presse lobte: „[…] von der Maria Stuart der Antonia Dietrich wagen wir die Behauptung, daß sie wohl kaum ihresgleichen finden wird an deutschen Bühnen.“ Auch in Helsinki wurde die Inszenierung im Rahmen eines Gastspiels präsentiert. In den heimischen Spielplan wurde sie 1934 und 1944 wieder aufgenommen.
Es war kaum anzunehmen, dass die gezeigte Leistung noch zu überbieten gewesen wäre, doch am 11. August 1924 wurde die Paraderolle der Antonia Dietrich geprägt: Mit ihrer Iphigenie auf Tauris schrieb sie Bühnengeschichte. In den Folgejahren wuchs ihr Repertoire beständig an und beinhaltete u. a. Penthesilea, Stella, Klärchen (Goethes Egmont), Amalia (Schillers Die Räuber), Minna von Barnhelm. Dietrich stand 1944 in der Gottbegnadeten-Liste des Reichsministeriums für Volksaufklärung und Propaganda.
Auf Geheiß Hitlers wurde 1944 das Theater geschlossen, das bald nach Kriegsende provisorisch in der Tonhalle den Spielbetrieb wieder aufnahm und bis heute als „Kleines Haus“ beibehalten wurde. Dort schlüpfte Dietrich ab dem 10. Juli 1945 in die Rolle der Sittha in Nathan der Weise. Es folgten die Charakterrollen der modernen Klassik, allen voran Claire Zachanassian in Der Besuch der alten Dame. Inzwischen beherrschte sie nahezu 200 Schauspieltexte, die sie komplett beziehungsweise leicht gekürzt bei ausverkauften Soloabenden, zum Beispiel im Gemeindesaal Dresden, rezitierte.
Zum 50. Bühnenjubiläum 1969 spielte sie die Frau Jenny Treibel unter der Regie von Klaus Dieter Kirst. Ungewollt verabschiedete sie sich 1975 mit gleich zwei George-Bernard-Shaw-Stücken von der Bühne. Zum einen mit Der Teufelsschüler, zum anderen mit der auf Pygmalion basierenden Operetten-Adaption My Fair Lady, was bemerkenswert ist, denn ihr Einspringen als Mrs. Higgins war schlichtweg ein Freundschaftsdienst für Peter Herden.
Nach Krankheit und Operation verstarb Antonia Dietrich am 21. August 1975 im Alter von 75 Jahren in einem Dresdner Krankenhaus. Ihr Grab befindet sich auf dem Waldfriedhof Weißer Hirsch.

## Filmografie
- 1920: Das goldene Vließ
- 1920: Der galante König – August der Starke
- 1923: So sind die Männer (Alternativtitel: Der kleine Napoleon)

## Theater
- 1932: Johann Wolfgang von Goethe: Götz von Berlichingen – Regie: Josef Gielen (Sächsische Staatstheater Dresden – Schauspielhaus)
- 1940: Hanns Gobsch: Maria von Schottland (Maria Stuart) – Regie: Karl Hans Böhm (Sächsische Staatstheater Dresden – Schauspielhaus)
- 1950: William Shakespeare: König Johann – Regie: Martin Hellberg (Staatstheater Dresden)
- 1951: Nikolai Pogodin: Das Glockenspiel des Kreml (Sabelin) – Regie: Martin Hellberg (Staatstheater Dresden)
- 1951: Gotthold Ephraim Lessing: Emilia Galotti (Gräfin Orsina) – Regie: Martin Hellberg (Staatstheater Dresden)
- 1955: Friedrich Schiller: Wallenstein (Gräfin Terzky) – Regie: Hannes Fischer (Staatstheater Dresden)
- 1956: Jean Anouilh: Colombe (Madame Chérie) – Regie: Ottofritz Gaillard (Staatstheater Dresden)
- 1957: Alfred de Musset: Man soll nichts verschwören – Regie: Ottofritz Gaillard (Staatstheater Dresden)
- 1959: George Bernard Shaw: Frau Warrens Gewerbe – Regie: Ottofritz Gaillard (Staatstheater Dresden)
- 1961: Bertolt Brecht: Die Gesichte der Simone Machard (Madame Soupeau) – Regie: Ottofritz Gaillard (Staatstheater Dresden)
- 1971: Lillian Hellman: Herbstgarten – Regie: Hans Dieter Mäde (Staatstheater Dresden)

## Auszeichnungen
- 1959: Ehrenmitglied des Staatstheaters Dresden
- 1969: Martin-Andersen-Nexö-Kunstpreis der Stadt Dresden
- 1969: Johannes-R.-Becher-Medaille in Silber